# 三坑 (用語)
“三坑”是中国大陆次文化時裝俗語，為JK制服、汉服與蘿莉塔這三種服飾之合稱。中国大陸Z世代消费者容易陷入其中，故而被稱为“坑”。處於這種次文化的女性被称为“三坑少女”或“破產三姐妹”。

## 簡介
三坑服饰价格高，潮流变化快，需要投入一定精力與财力研究，故而这类服饰被称为“坑”。三坑的主要受众為12至35岁的ACGN爱好者。在2021年一项调查中，21.7%的受访者表示受到相关文化吸引，因此热爱更具黏性。
三坑实体店鋪呈现分散、发展缓慢的局面。澎湃新闻文章认为汉服、JK制服、蘿莉塔服饰的經营逻辑并不相同，這會增加三坑店鋪的經營难度。

## 用語
三坑少女依对服饰種數的喜好可分“单坑”、“双坑”、“三坑”，而对三坑服饰一无所知的消费者则被称為“地球人” 。此外每種三坑服饰都有專門用語，例如“狗短”、“优等生”、“不良”等用語均用于形容JK制服裙的長短，而、则分别指无袖與有袖的洛丽塔裙。

## 影响
三坑時裝是2020年代中国大陸極為受欢迎的街头時裝。国泰君安证券分析报告顯示2020年三坑服装市场规模已超200亿元人民幣，並預測三坑市场规模至2025年有望达1266亿元人民幣。头豹研究院則预测三坑行业总市场规模至2025年有望达1035亿元人民幣。